# Orly-sur-Morin
Orly-sur-Morin és un municipi francès, situat al departament de Sena i Marne i a la regió de Illa de França. L'any 2007 tenia 639 habitants.
Forma part del cantó de Coulommiers, del districte de Provins i de la Comunitat de comunes dels Deux Morin.

## Demografia

### Població
El 2007 la població de fet d'Orly-sur-Morin era de 639 persones. Hi havia 220 famílies, de les quals 49 eren unipersonals (20 homes vivint sols i 29 dones vivint soles), 57 parelles sense fills, 94 parelles amb fills i 20 famílies monoparentals amb fills.
La població ha evolucionat segons el següent gràfic:
Habitants censats

### Habitatges
El 2007 hi havia 295 habitatges, 226 eren l'habitatge principal de la família, 56 eren segones residències i 13 estaven desocupats. 281 eren cases i 12 eren apartaments. Dels 226 habitatges principals, 192 estaven ocupats pels seus propietaris, 29 estaven llogats i ocupats pels llogaters i 6 estaven cedits a títol gratuït; 3 tenien una cambra, 16 en tenien dues, 41 en tenien tres, 38 en tenien quatre i 128 en tenien cinc o més. 160 habitatges disposaven pel capbaix d'una plaça de pàrquing. A 95 habitatges hi havia un automòbil i a 101 n'hi havia dos o més.

### Piràmide de població
La piràmide de població per edats i sexe el 2009 era:
| Homes | Edats   | Dones |
| ----- | ------- | ----- |
| 0     | 95 o +  | 0     |
| 4     | 90 a 94 | 0     |
| 0     | 85 a 89 | 12    |
| 0     | 80 a 84 | 4     |
| 16    | 75 a 79 | 8     |
| 8     | 70 a 74 | 12    |
| 4     | 65 a 69 | 4     |
| 16    | 60 a 64 | 4     |
| 12    | 55 a 59 | 16    |
| 20    | 50 a 54 | 0     |
| 16    | 45 a 49 | 32    |
| 16    | 40 a 44 | 20    |
| 24    | 35 a 39 | 12    |
| 36    | 30 a 34 | 44    |
| 20    | 25 a 29 | 8     |
| 20    | 20 a 24 | 12    |
| 28    | 15 a 19 | 9     |
| 12    | 10 a 14 | 28    |
| 20    | 5 a 9   | 28    |
| 24    | 0 a 4   | 4     |

## Economia
El 2007 la població en edat de treballar era de 394 persones, 309 eren actives i 85 eren inactives. De les 309 persones actives 279 estaven ocupades (153 homes i 126 dones) i 30 estaven aturades (16 homes i 14 dones). De les 85 persones inactives 20 estaven jubilades, 25 estaven estudiant i 40 estaven classificades com a «altres inactius».

### Ingressos
El 2009 a Orly-sur-Morin hi havia 233 unitats fiscals que integraven 645,5 persones, la mediana anual d'ingressos fiscals per persona era de 20.683 €.

### Activitats econòmiques
Dels 14 establiments que hi havia el 2007, 1 era d'una empresa alimentària, 2 d'empreses de fabricació d'altres productes industrials, 2 d'empreses de construcció, 7 d'empreses de comerç i reparació d'automòbils, 1 d'una empresa d'informació i comunicació i 1 d'una empresa classificada com a «altres activitats de serveis».
Dels 2 establiments de servei als particulars que hi havia el 2009, 1 era un electricista i 1 perruqueria.
Dels 2 establiments comercials que hi havia el 2009, 1 era una botiga de menys de 120 m² i 1 una fleca.

## Equipaments sanitaris i escolars
El 2009 hi havia una escola elemental integrada dins d'un grup escolar amb les comunes properes formant una escola dispersa.

## Poblacions més properes
El següent diagrama mostra les poblacions més properes.